# Жерве, Владимир Константинович
Владимир Константинович Жерве (9 (21) ноября 1833 — 29 декабря 1900 [11 января 1901], Москва) — генерал от инфантерии русской императорской армии.

## Биография
Родился 9 (21) ноября 1833 года.
В 1853 году окончил Школу гвардейских подпрапорщиков и кавалерийских юнкеров. В службе — с 13 августа 1853 года; подпоручик с 6 декабря 1854 года; принимал участие в Крымской войне. В 1866 году получил звание капитана. В полковники был произведён 20 апреля 1869 года.
С 12 сентября 1874 года принял командование 109-м Гурийским полком (или 109-м Волжским полком?); 24 марта 1875 года был назначен командиром 133-го Симферопольского пехотного полка. Участвовал в русско-турецкой войне 1877—1878 годов.
Был произведён в генерал-майоры 15 мая 1883 года; с 26 января 1886 года командовал 2-й бригадой 15-й пехотной дивизии. Ссо 2 января 1892 по 20 января 1895 года был начальником 12-й пехотной дивизии; с 30 августа 1893 года — генерал-лейтенант.
С 20 января 1895 года командовал Московской местной бригадой. В конце 1900 года был произведён в генералы от инфантерии и уволен отставку. Спустя 7 дней, 29 декабря 1900 (11 января 1901) года скончался. Похоронен на военном Семёновском кладбище.
Женат не был.

## Награды
- орден Св. Станислава 3-й ст. (1865)
- орден Св. Станислава 2-й ст. (1869; императорская корона к ордену — 1872)
- орден Св. Анны 2-й ст. (1874)
- орден Св. Владимира 4-й ст. с бантом за 25 лет службы (1877)
- орден Св. Владимира 3-й ст. (1878)
- орден Св. Станислава 1-й ст. (1886)
- орден Св. Анны 1-й ст. (1890)
- орден Св. Владимира 2-й ст. (1896)